# Lista postaci Król szamanów
Lista fikcyjnych bohaterów mangi i anime Król szamanów. Imiona bohaterów poniżej są podane w porządku europejskim.

## Asakurowie

### Hao Asakura (Zeke Asakura)
Hao Asakura (jap. 麻倉 ハオ Asakura Hao), w pierwszym wcieleniu urodzony jako Asaha Douji (jap. 麻葉童子 Asaha Doji); (12.05.985-?, 12.05.1485-?, 12.05.1985-) – przodek, a zarazem bliźniak Yoh Asakury. Najpotężniejszy szaman z rodu Asakurów, jak i na świecie.. Jego dar współodczuwania, zwany w mandze „reish”, czyli dosłownie „widzący dusze”, całkowicie niezależny od jego woli, stał się jego przekleństwem. Żyjąc w czasach wojny, głodu i przekleństwa, widział i słyszał cierpienia ludzi, co sprawiło, iż początkowo jego czyste serce zostało strawione przez ból istnienia tych, którzy go otaczali: widział chciwość władców, zepsucie wojsk i bandytyzm szerzący się na traktach oraz nędzę prostych chłopów.
Jego dar sprawił, iż cierpienie, którym był otoczony materializowało się wokół niego i przybierało formę demonów, które postanowił kontrolować. Potwory te były odzwierciedleniem jego wnętrza. Ostatecznie doszedł do wniosku, iż wszelkie zło obecne na świecie spowodowane zostało przez słabych ludzi i zapragnął, aby świat opuściła ludzka słabość i niemoc. Pracując dalej nad swoimi zdolnościami, opanował pięć punktów gwiazdy jedności, symbolu władzy nad siłami natury i ducha, co dało mu m.in. moc widzenia przyszłości i kontroli nad swoimi wcieleniami – można rzec, iż stał się w ten sposób nieśmiertelny. Swoje przemyślenia i nauki zawarł w Księdze szamanów (jap. ちょうせんじらけれつ Chou Senjiraketsu, ang. Super Notes on Shamanic Power) – jest to zapis stanu ducha Hao sprzed tysiąca lat.
Szybko zdał sobie sprawę, iż turniej szamanów jest tym, co pozwoli mu na zrealizowanie jego zamiarów. Wiązały się jednak one ze zniszczeniem ludzkości, jaka by ona nie była! W pierwszym turnieju, ponad tysiąc lat temu, gdy brał w nim udział w swoim właściwym wcieleniu, został on pokonany przez jednego z członków rodziny Asakura. Pięćset lat później zdał sobie sprawę, iż większe szanse będzie miał jako sędzia i organizator turnieju, reinkarnował się jako członek plemienia Patch (ang. Patch Tribe). Jednakże został zamordowany w turnieju szamanów przez swojego ducha-stróża Matamune, który sprzymierzył się z Yohkenem, kolejnym z rodu Asakura, gdy uznał, iż jego pan rozpoczął podążanie ścieżką zniszczenia.
Teraz, kolejne pięćset lat później, postanowił ponownie odrodzić się w rodzinie Asakura. Operacja nie przebiegła po jego myśli. Narodziły się bliźniaki i dusza Hao została rozdarta między dwie osoby. Dążeniem Hao jest więc powtórne połączenie dusz. O to zabiega pragnąc, aby Yoh stawał się coraz silniejszy w trakcie trwania turnieju, aby po połączeniu część pochodząca od Yoh nie była słabym ogniwem. Mimo wszystko istnieje nie tylko fizyczne podobieństwo między nim a Yoh. Obaj są statecznej natury i lubią obserwować świat, inaczej go jednak interpretując.
Do walki w tym turnieju Hao, zebrał grupę złowieszczych stronników, którzy podzielają jego poglądy na świat: Opacho, Bazil, Luchist, Nichrom, Phauna Marion, Matylda Matisse, Kanna Bismarck, Mohammad Tabaresui, Ramiro, Han ZanChin, Boris Tepes, Bloken Maiya, bracia Zen, Bill Burton, Luchisto Rasso.
Jego duch-stróż, Duch Ognia, to porwany przed pięciuset laty święty duch plemienia Patch, do którego wtedy należał (dlatego też jest on uważany za przodka Silvy). Jego furyoku kształtuje się na poziomie 1 250 000 punktów.

### Yohmei Asakura
Yohmei (02.07.1919) jest starym i nieco łysawym już szamanem oraz dziadkiem Yoh. Doskonały, choć bardzo wymagający nauczyciel Yoh, Tamao, Anny oraz Ryu. Jego duchami są małe duszki Shikigami, używa ich bardzo rzadko, gdyż nie są zbyt potężne (medium: liście). Jest bardzo cierpliwy.

### Mikihisa Asakura
Mihikisa (09.10.1958) jest ojcem Yoh i Hao. Prawie zawsze chodzi w masce, ponieważ Hao oszpecił go spalając mu twarz. Stało się to gdy rodzice i dziadkowie Yoh i Hao chcieli zabić obu mających narodzić się bliźniaków, gdyż nie było wiadomo, który z nich to Hao. Ostatecznie Hao szybko się ujawnia i ucieka za pomocą swego ducha stróża, ratując w ten sposób życie Yoh. Nie lubi Hao i stara się mieć na niego oko. Dobry i wymagający nauczyciel, pomaga Ryu wkroczyć na drogę szamaństwa, zaś całej drużynie zrozumieć, iż furyoku może być wykorzystane również do manipulowania siłami, a nie tylko jako sama siła. Umiejętnościami przypomina wojowników ninja, jego medium to pióra kruka.

### Keiko Asakura
Keiko (18.02.1960) jest matką Yoh oraz Hao, a więc żoną Mikihisy. Po tym, jak dowiedziała się, że jej dzieckiem jest Hao, zgodziła się na jego zabicie. W anime pojawia się tylko podczas tej historii. Pojawia się przekonując rodzinę Tao, żeby Mikihisa mógł przeszkolić Rena.

### Kino Asakura
Kino (24.03.1924) jest żoną Yohmei i matką Keiko. Oślepiona w wyniku wojny jako nastolatka została medium duchowym. Była mentorką Anny Kyoyoamy.

### Hana Asakura
W Funbari no Uta syn Yoh oraz Anny. Prawdopodobnie jest równie leniwy co Yoh, jego ojciec, jednak wiele z rycin przedstawionych szerszej publiczności przedstawia radosnego chłopca o żywym spojrzeniu. Jego imię powstało ze złożenia imienia ojca – ha jest innym odczytem kanji oznaczającego jego imię – oraz sylaby na, będącej końcówką imienia Anny; po japońsku oznacza „kwiat”. Błędnym jest przekonanie, iż jego imię pochodzi od imienia Hao

### Yohken Asakura
Yohken Asakura (08.05.1475) jest przodkiem Yoh żyjącym pięćset lat temu. Wraz z Hao brał udział w ówczesnym Turnieju szamanów, gdzie wraz z Matamune, notabene do tej pory poplecznikiem Hao, pokonał go ratując obraz świata jaki znamy. Nie wiadomo, czy turniej się zakończył i czy Yohken połączył się z Królem duchów spełniając zarazem swoje życzenie. Być może turniej został przerwany podobnie do bieżącego, lecz równie prawdopodobnym jest to, że życzeniem Yohkena było zachowanie świata w takim kształcie jakim był.

### Asano-ha Asakura
Asano-ha Asakura (prawdopodobnie 970 - 993 n.e.) Pierwsza matka Hao. O tej postaci wiadomo niezwykle mało, mimo iż jej rola jest bardzo istotna – zagrała kluczową rolę w prawdziwym zakończeniu mangi Shaman King wydanym w kwietniu 2009. Wiadomo jednak, iż była współczującym rodzicem dla małego reishi i martwiła się o jego psychikę w związku z tą przypadłością; nazwała Hao „trudnym dzieckiem” (troublesome kid). Osierociła syna w młodym wieku – możliwe iż było to jednym z czynników przyspieszających jego przejście na „złą drogę”.
Nieco informacji na temat Asano znaleźć można również w specjalnym epizodzie mangi opowiadającym o dzieciństwie Hao 1000 lat temu. Wiele fanów, z racji na wygląd zewnętrzny (blond włosy) oraz imię zaczynające się na „A” upatruj się reinkarnacji Asano w osobie Anny.

## Rodzina Tao

### Ren Tao (Len Tao)
Ren Tao (道 蓮)Tao Ren, pinyin: Dào Lián lub Dao4 Lian2; 01.01.1986) – wygadany, inteligentny, przenikliwy, choć dość tajemniczy rywal Yoh pochodzący z Chin. Ojciec (w niejapońskich wersjach tę samą postać nazywa się wujem) od dzieciństwa wpajał mu, iż złość dodaje siły, zaś zasada „niszcz albo zostaniesz zniszczony” jest podstawą egzystowania w dzisiejszym świecie. łatwo go rozróżnić po charakterystycznym czarnym „rogu” z włosów, który czasem zmienia wielkość w zależności od humoru właściciela.
W rezultacie Len stał się wyjątkowo brutalny i okrutny jak na swój wiek: w eliminacjach do turnieju szamanów zamordował swojego egzaminatora, Chroma. Jednakże do Japonii przybywa wcześniej, aby wyeliminować swoich dalszych przeciwników, w tym Yoh, przed rozpoczęciem turnieju. Pierwsze spotkanie z Renem nie kończy się dla Yoh zbyt pomyślnie – ląduje w szpitalu. W drugim spotkaniu, Yoh poznaje tajemnicę doskonałej jedności (ang. perfect unity) i udaje mu się pokonać Rena, mimo iż ten posiada znacznie większe zasoby furyoku i technicznie jest lepiej przygotowany do walki. Jun domyśla się, iż powodem niepowodzenia Lena jest jego światopogląd.
Ren, pierwotnie nie uznaje przyjaźni z duchem-stróżem, dlatego całkowicie nie rozumie w jaki sposób w czasie walki Yoh jest w stanie osiągnąć porównywalny poziom do jego, choć Amidamaru nie jest mu tak podporządkowany, jak jego własny duch-stróż jemu. Po ostatniej walce eliminacyjnej (notabene zakończonej remisem) Yoh zaprasza Rena na świętowanie pomyślnego zakończenia eliminacji. Światopogląd Rena zaczyna się walić – postanawia on rozprawić się z mroczną przeszłością trawiącą go od wewnątrz, a mianowicie udowodnić ojcu, iż ten mylił się co do ludzi. Sam En nie chce nic słyszeć o „głupotach nakładzionych mu przez tych jego «niby przyjaciół»” i więzi rodzeństwo w lochach. Yoh wraz z przyjaciółmi przybywa na pomoc rodzeństwu pomagając Renowi porzucić swoją przeszłość, a jego ojcu zrozumieć na czym polega siła przyjaźni. Sam o sobie mówi, iż „ma serce z kamienia, a w żyłach ma lód”, faktycznie, swoim zachowaniem czasem potwierdza te słowa, chociaż jak zajdzie potrzeba zapomni o sobie i narażając życie, wspomoże przyjaciół. Jego duchem jest Bason. W angielskiej (a więc i w polskiej) wersji imię Rena wymawiane jest Len i zdrabniane Lenny.

### Jun Tao
Jun Tao (道 潤 jap. Tao Jun, pinyin: Dào Rùn lub Dao Run; 10.11.1981) – wyjątkowo piękna siedemnastoletnia siostra Rena (a więc około dwa lata starsza od niego) będąca doshi, czyli w systemie wierzeń taoistycznych osobą rzucającą uroki. Jun ma moc ożywiania ciał zmarłych, aby stali się jiang-si (chiń. 僵屍 lub 殭屍, upr. 僵尸, rom. Jiāngshī), czyli zombie. Sama nie lubi konfliktów i nieustannie wspiera swojego młodszego brata w jego dążeniach.
Wydarzenia związane z atakiem Jun na Yoh dały jej wiele do myślenia: zrozumiała ona, iż duch może być przyjacielem, a nie tylko podwładnym, czy zabawką. Od tego też czasu, jej jiang-si Lee Pyron (Lee Pai Long)(w mandze czasem tłumaczony również jako Bailong) postanowił towarzyszyć swojej pani i być jej duchem-stróżem z własnej woli. Do kontrolowania swoich duchów- służących używa żółtych talizmanów.

### En Tao
En Tao (道 円 Tao Yúan, także Tao En) w mandze oraz w japońskiej wersji anime jest ojcem Rena i Jun, w amerykańskiej zaś ich wujkiem, a ich ojciec nie żyje. Od małego wpajał rodzeństwu, że duch nie może być przyjacielem, lecz sługą. Uważa, że przyjaźń jego rodziny z ludźmi jest już nie możliwa: wiele lat temu klan został zdradzony przez możnych, którym służyli. Od tamtej pory En pragnie pomścić swych przodków. Szansę na zemstę widzi w Renie, który ma potencjał, by zostać Królem szamanów.
En przetrzymuje duchy przodków rodziny Tao w miniaturowych monumentach, które tworzą rodzaj swoistej zbroi. Posiada ogromne pokłady furyoku, co pozwalało mu przez dość długi czas ukrywać się za swoją kontrolą ducha (over soulem): Daidouho. Ren i Jun będąc prawie dorosłymi poznają wreszcie prawdziwą postać swojego ojca uważającego, że moc leży w strachu, a siła jest wszystkim, czego potrzeba do prowadzenia swojego rodu.

### Yin Gei (Jinny Tao)(tylko w anime)
Gei Yin, w nie-japońskich wersjach Jinny, to kuzynka Jun i Rena. Zostaje przysłana przez rodzinę Tao, gdy ta dochodzi do wniosku, iż po dwóch przegranych rodzeństwo nie jest w stanie wyeliminować Yoh z turnieju. Tak jak Jun, również i ona jest doshi, a więc potrafi kontrolować kyonshii.
W czasie krótkiego starcia jej ducha-stróża Yugai z Lee Pyronem (Lee Pai Longiem) po przybyciu do Tokio okazuje się, że jej duch, jako duch prawdziwego wojownika kung-fu udaje się zaskoczyć swoją siłą ducha aktora. Jednakże wyrzucona przez Rena z ich mieszkania sama postanawia udowodnić swoją wartość walcząc z Yoh. Nie doceniając go przegrywa szybko, zaś jej kontrola doshi ulega zniszczeniu.

### Johtō
Strażnicy Johtō to pięcioosobowa grupa specjalna jiang-si wykonujących polecenia swojego pana, w tym przypadku Ena Tao. Stanowią najlepszy oddział w armii rodziny Tao. Są niezwykle silni, ale przede wszystkim mają swoje wyjątkowe umiejętności, albo techniczne ulepszenia, np. dowódca ma ciało Shamona, a najszybszy ze wszystkich strażników jest połączony z gepardem, co daje mu zwinność.
Zostali zniszczeni przez Yoh wraz z przyjaciółmi, pragnącymi wspomóc Rena w jego walce, Shamon zaś powrócił do zaświatów odzyskując w ten sposób wolność i spokój.

## Przyjaciele Yoh

### Anna Kyōyama
Anna Kyōyama (później Asakura) (22.08.1985; 恐山アンナ Kyōyama An'na) jest itako (medium duchowym), czyli tradycyjnym szamanem z prefektury Aomori w Japonii. Jest ona narzeczoną Yoh i znają się od chwili, gdy ten miał dziesięć lat. Anna ma 14 lat tak jak Yoh.
W anime Anna uratowała Yoh życie, ten z wdzięczności obiecał spełnić jedno jej życzenie. Anna poprosiła by Yoh w przyszłości uczynił z niej Królową Szamanów, u jego boku. Yoh chcąc czy nie chcąc będzie musiał spełnić prośbę Anny. Z czasem nawet zakochuje się w niej. Anna od samego początku jest zakochana w Yoh, ale nie umie mu tego okazać. By zbliżyć się do dnia stania się Królową, Anna postanawia zająć się treningiem Yoh. Wtedy ukazuje się jej charakter. Zmusza Yoh do różnych ciężkich ćwiczeń, z Manty (Morty'ego) robi sprzątaczkę, sama natomiast ogląda jakieś romansidła. Jednym słowem trzyma dom i trening Yoh twardą ręką. Z czasem jednak okazuje się, że trening Anny opłacił się, sama też w towarzystwie Yoh i jego przyjaciół staje się mniej zimna, bardziej czuła i otwarta.
W mandze natomiast przyszłe małżeństwo Anny z Yoh zaplanowali Asakurowie, jak to określa Manta, aby utrzymać szamańską linię krwi w rodzinie. Gdy Yoh i Anna się poznali, Anna nienawidziła ludzi i była zamknięta w sobie, czego powodem były doznane wcześniej cierpienia. Ich powodem z kolei była niekontrolowana zdolność czytania myśli, która przesączała w jej serce całą złość i nienawiść, jaką mieli w sobie inni ludzie – tak samo jak w przypadku Hao. Jedynie Yoh rozumiał, że Anna jest osobą potrzebującą ciepła i akceptacji, i to on ocalił ją przed demonem zrodzonym z jej własnych uczuć i myśli. Podobnie jak w anime, Anna zajmuje się treningiem Yoh, choć sprawia wrażenie, że robi to z prośby Asakurów, którzy znając charakter Yoh proszą ją, by go przypilnowała. Trzeba przyznać, że dobrze się spisuje w tym zadaniu.

### Manta Oyamada (Morty)
Manta Oyamada (小山田まん太 Oyamada Manta, ang. Mortimer, Morty, Morty Manta, przezw. Shorty) – inteligentny, bezpośredni i momentami zbyt głośny, wyjątkowo skłonny do paniki. Jego angielskie przezwisko ma swój źródłosłów w niskim wzroście Manty – zdaniem Fausta jest to problem natury genetycznej. Jest pierwszym i właściwie ostatnim przyjacielem Yoh, z którym ten się zaprzyjaźnił po przeniesieniu do nowej szkoły (wyłączając Annę, którą Yoh znał już wcześniej). Wygląd Manty wzorowany jest na popularnym muzyku japońskim z zespołu T.M. Revolution. Pochodzi z tzw. „dobrej rodziny”, jego ojciec, równie niski jak on, jest właścicielem dużej firmy. W pewnym momencie (mangi) rodzina chce wyjechać z Mantą do Ameryki, gdyż ma on w przyszłości przejąć koncern ojca, a ten chce zapewnić mu lepszy start. Chłopiec, ze względu na swoją przyjaźń z Yoh, nie jedzie. Sam Manta ma dość unikatową zdolność, nieosiągalną dla zwykłych ludzi – zdaje sobie sprawę z istnienia świata duchowego (widząc duchy), co sprawia mu pewną trudność (w połączeniu ze wzrostem i nieśmiałością) w obcowaniu z innymi nie-szamanami. Dlatego też bardzo angażuje się w przyjaźń z Yoh, ten ostatni zaś świadomy niebezpieczeństw świata duchowego osób, które nie mają na niego wpływu, stara się go chronić przed wszelkimi niebezpieczeństwami na niego czyhającymi. Nazwisko w wolnym tłumaczeniu oznacza „pole (ryżowe) na wzgórzu”.
Manjien (jap. 万辞苑 Manjien, ang. Mantannian Dictionary)to książka, w której wyszukuje on informacje o osobach, kulturach, duchach oraz wielu innych ciekawych rzeczach. Sama nazwa tej książki jest swoistą zabawą językową: pochodzi od japońskich słów manta (imię bohatera) oraz 広辞苑 kōjien, pol. encyklopedia.

#### Anime
Autorzy anime postanowili uczynić z Manty szamana – w mandze taki wątek się nie pojawia. Jako szaman łączący się z Mosuke jest w stanie przeprowadzić kontrolę ducha (medium jest notebook) oraz wykonać jedność ducha, wtedy jego bronią staje się młot kowalski (duchowy; narzędzie Mosuke).
Notebook (z dostępem do Internetu)to poniekąd ulepszona wersja jego encyklopedii. Pełni on rolę przechowalni duchów oraz stanowi medium dla Mosuke.

### Ryunosuke Umemiya / Bokutou no Ryu (Rio)
Jego pseudonim oznacza „Smok drewnianego miecza” (ang. Rio of the Wooden Sword). Przez całe życie szuka swojego „Świętego Miejsca” (ang. best place) oraz „Swojej Królowej” (w anime). Jeździ motocyklem, jest bardzo wysoki; charakteryzuje go też specyficzna fryzura oparta na długim czarnym czubie postawionym na żel, zmieniającym często kształt. Ryu jest bardzo drażliwy na jej punkcie. Początkowo, jako szef gangu daje się we znaki Mancie i Yoh, jednak ten ostatni nie pozostaje mu dłużny. Ich wzajemne relacje ulegają wzmocnieniu najpierw poprzez dostarczenie Yoh do szpitala, gdy ten przegrywa swoją pierwszą walkę z Renem, następnie, gdy pod wrażeniem Yoh postanawia zostać szamanem. Pomaga mu w tym Yohmei Asakura (w anime Mikihisa). Choć sprawia czasem wrażenie idioty, to jest to bardzo inteligentny człowiek z głębokim zapatrywaniem się na świat i relacje międzyludzkie (co nie przeszkadza mu uganiać się za dziewczynami przy każdej okazji, adoruje zmiennie np. Tamao lub Jun), dlatego też okazuje się pełnowartościowym członkiem drużyny. Jego duchem stróżem jest Tokageroh.

#### Beznadziejni
W anime są oni członkami gangu, któremu przewodzi Ryu, który traktuje ich chwilami jak rodzeństwo. Ich zdolności umysłowe pozostawiają wiele do życzenia, a dłuższe myślenie wyraźnie ich męczy. Mimo to wspierają Ryu jak potrafią, szczególnie w momencie, gdy ten postanawia zostać szamanem.

##### Magnet (w mandze Piącha)
Magnet nie jest szamanem, lecz prawą ręką oraz wiernym przyjacielem Ryu. Wspierał go nawet wtedy, gdy został opętany przez Tokagerō. Stanowił największe oparcie podczas wyboru drogi życiowej Ryu. Magnet jest świetnym motocyklistą, a w gangu w kwestiach umysłowych plasuje się ewidentnie tuż za swoim szefem.

##### B-Boy (w mandze Kulka)
B-Boy jest członkiem gangu Beznadziejnych. Posiada wyjątkowo charakterystyczną budowę ciała: ma długi nos, a na brzuchu tatuaż z dwiema wielkimi literami B oddzielonymi myślnikiem (zawsze chodzi bez koszulki).

### Horokeu Usui / Horohoro (Trey Racer)
Horohoro (ホロホロ Horohoro; 27.11.1985) jest szamanem pochodzącym z plemienia Ajnów, żyjącego na Hokkaido, najwyżej na północ wysuniętej wyspie Japonii. Jego prawdziwym imieniem używanym w mandze jest Horokeu Usui (碓氷ホロケウ Usui Horokeu). Jego hobby to snowboard, intensywnie ćwiczy, aby stać się ekspertem w tej dziedzinie. Stąd też pochodzi zapewne jego pseudonim, mający swe źródło w angielskim dubbingu, przetłumaczony na polski jako „Trey Rajdowiec” (ang. Trey Racer), błędnie uważany przez wielu za jego imię.
Snowboard Horohoro pełni również rolę medium podczas kontroli ducha, gdy umieszcza on w nim swojego ducha-stróża Kororo (ang. Corey), uzyskując w ten sposób kontrolę nad siłami natury opartymi na aspektach lodu i śniegu. Jako Król szamanów Horohoro chciałby, aby ludzie żyli w zgodzie z naturą wzorem Ajnów – celem nadrzędnym jest ochrona drobiażdżków przed wyginięciem spowodowanym zanikaniem w wyniku ludzkiej ekspansji ich habitatu. Po pewnym czasie zaczyna używać Ikupasi jako medium duchowego. Ikupasi jest symbolem szacunku dla roślin. Dostał go od Piriki.
Imię Horohoro w uszach Japończyka brzmi podobnie (zapis w katakanie jest identyczny) do wyrazu boroboro oznaczającego „śmieci”, co stanowi źródło komizmu, gdy któryś z bohaterów niepoprawnie wymówi jego imię.
Gdy pierwszy raz się pojawił, próbował poderwać Annę, lecz szybko mu przeszło gdy ona rzuciła nim o drewniany płot.

### Pilika Usui (Pilika)
Pilika (09.02.1988) to 12-letnia siostra Horohoro. Główną cechą rodzeństwa są ich niebieskie włosy. Pilice bardzo zależy na tym, aby Horohoro wygrał w turnieju szamanów i uratował drobiażdżki, dlatego też opracowała dla niego dość wymyślny plan treningowy. Plan ten oraz cechy charakteru takie jak nieustępliwość, czy determinacja czynią ją podobną w kwestiach dyscypliny do Anny.
Jako jedyna z paczki przyjaciół uważa żarty Chocolove za zabawne. W języku ajnoskim pirika oznacza „ładny”, zaś pirka – „dobry”.

### Johann Faust VIII
Faust VIII (08.06.1966) jest nekromantą pochodzącym z Niemiec, a zarazem potomkiem nekromanty, Fausta I, żyjącego przed pięciuset laty, który brał udział w poprzednim turnieju szamanów.
W mandze rysowany jest jako postać wpierw okrutna, bezwzględna i na pewno szalona (nie ma nic przeciwko otworzeniu powłok brzusznych Manty), do tego fizycznie zdolny znieść wiele – pod wpływem morfiny dokonuje operacji zamiany złamanych przez Yoh kości nóg Elizy na swoje (na jego oczach). Zapewne jest pod jej wpływem również w czasie walk, co tłumaczyłoby jego wyniszczony wygląd i ogromne, fioletowe cienie pod oczami. Z wykształcenia Faust jest lekarzem, dlatego z dużym powodzeniem prowadził klinikę wraz ze swoją żoną Elizą w Karlsruhe, jednakże pewnego dnia w czasie włamania została zastrzelona przez włamywaczy (stąd otwór w jej czaszce) i stała się jego duchem-stróżem. Faust chce zostać królem szamanów, aby przywrócić ją do życia i w ten sposób zapanować nad śmiercią.
Jego marzenie zostaje ostatecznie spełnione przez Annę, która przywołuje ducha Elizy do świata materialnego. Dlatego też staje się on przyjacielem Yoh, a jego celem staje się pomoc mu w zostaniu królem szamanów. Gdy Yoh zostaje wyzwany na jakikolwiek pojedynek, Faust jest pierwszym ochotnikiem do walki w obronie Yoh.
W anime doświadczenia na Mancie są praktykowane przez moce szamańskie, lecz w mandze używa on narzędzi lekarskich (Manta trafia do szpitala z rozległymi obrażeniami i sporą ilością utraconej krwi).

### Chocolove McDaniel (Choco) / Joco
Chocolove jest afroamerykańskim chłopcem o fryzurze w stylu afro i żółtych okularach na czole. Z zawodu jest kucharzem, choć bardzo chce zostać komikiem, w Turnieju szamanów uczestniczy zaś po to, by wiatr śmiechu (ang. wind of laughter) odmienił świat na lepsze. Przyłącza się do Yoh w miejsce Lyserga, który odszedł od Yoh i przyłączył się do X-laws.
Ponieważ Ren jest dość poważny staje się jednym z ulubionych obiektów żartów Chocolove. W grupie przyjaciół żarty Choco śmieszą wyłącznie Pirikę i Tamao, zaś tylko Yoh akceptuje jego żarty. Żartowniś nie znosi, gdy ktoś zdoła go ubiec z żartem, dodatkowo jest stale uciszany, aby „nie robił więcej głupich dowcipów”.
Żarty Chocolove z powodu ograniczeń językowych nie zostały dobrze przetłumaczone już na język angielski, zaś w języku polskim są kompletnie spalone – w oryginale są to przede wszystkim gagi dotyczące zabaw językowych, rymowanek i docinek poparte sugestywnym obrazem.
Duchem stróżem Chocolove jest Mic, duch wielkiego jaguara, który umożliwia Choco wyjątkowo szybkie poruszanie się oraz zwiększa percepcję opiekuna. W mandze ginie od ciosu Golema, mistrzem, i przewodnikiem w podróży w zaświatach jest duch jego byłego mistrza Orona. Później zostaje wskrzeszony podobnie jak Bokutou no Ryu przez przywódczynie Ghandara Nyiorai, zyskując przy tym ogromną moc, a jego nowym duchem staje się Pascal Avaf.
W związku ze stereotypem blackface zdrobnienie imienia Chocolove – Choco – zostało przekształcone w wersji amerykańskiej i pochodnych na „Joco”. Pełne imię Chocolove nie pojawia się ani razu w polskiej wersji anime.
W anime przemilczona zostaje ciemna przeszłość Chocolove'a; zanim poznał swojego mentora, był przewodnikiem nowojorskiego gangu czarnych zabijaków, z których cechował się największą brutalnością i łatwością było dla niego zabicie kilku ludzi strzałem z rewolweru. Dopiero po poznaniu Orana i Micka zmienił swoje nastawienie do świata.

### Tamao Tamamura (Tamara)
Tamao Tamamura (17.06.1988 w Saitama) jest 11-letnią, różowowłosą dziewczyną. Tamao choć bardzo nieśmiała i małomówna, stara się być dla wszystkich miła. W Yoh zakochuje się od pierwszego wejrzenia, gdy widzi jego treningi pod okiem dziadka Yohmei, co tym bardziej komplikuje komunikację między nimi (tylko i wyłącznie z powodu jej nieśmiałości) – Yoh mimo wszystko jest wierny Annie. Tamao stara się dyskretnie adorować swego wybranka, usługując mu w drobnych czynnościach, ten jednak traktuje ją naturalnie. Sama Anna jest świadoma tego, co dzieje się w sercu Tamao, jednak jest również świadoma wierności Yoh.
Tamao jest medium zdolnym przewidywać przyszłość, jednak jej niedoszlifowane umiejętności sprawiają więcej problemów niż zysków: jej mgliste przepowiednie są zwykle wyjątkowo niedokładne i wieloznaczne, mimo wszystko chce ona działać mimo strzępków niesprawdzonych informacji. Tamao rozwijała swoje umiejętności pod nadzorem Yohmei. Ponieważ jej zdolności pozostawiają wiele do życzenia, nie są brane przez Yohmei serio i traktuje je on z właściwą rezerwą, co ostatecznie rozsierdza Tamao. Zaprzestaje ona treningu i postanawia zamieszkać u Anny, na co ona przystaje. Szybko, jak to jest w zwyczaju Anny, nowy gość otrzymuje swoje pierwsze „zadanie”: listę zakupów i obowiązków domowych – Tamao jednak nie zraża się tym i pokornie przyjmuje dany jej dach nad głową, cieszy się tym bardziej, że zamieszka wspólnie z Yoh.
Duchami-opiekunami Tamao są Ponchi i Konchi, często nabierające ją i żartujące sobie z niej dwa duszki przybierające postać kuszy oraz tarczy. Rozpraszanie dość naiwnej Tamao żartami bardzo nie podoba się Annie, która z sadystyczną przyjemnością stale kara duchy rozgniatając je przy tym na wszelkie sposoby.

## Poplecznicy Hao

### Opacho
Opacho to pięcioletni, stąd niski, chłopiec pochodzący z Afryki Zachodniej. Posiada gęste, silnie kręcone, brązowe włosy. Opacho jest właściwie jedyny przyjaciel Hao – traktuje go z nadzwyczajną rewerencją i szacunkiem, a podziwiając go podąża za nim wszędzie, dokąd ten się uda pełniąc jakby rolę jego asystenta. Jego prawdziwe uczucia względem niego nie są jednak znane i wyrażone bezpośrednio. Jest bardzo zawiedziony i zaskoczony, kiedy Hao stwierdza, że „nie potrzebuje żadnych przyjaciół”.
Gdy Opacho był mały, Hao przygarnął i zaopiekował się nim (zapewne ma to związek ze śmiercią jego matki). Jest szamanem, choć jeszcze nie wprawionym, a jego specjalną zdolnością jest umiejętność czytania w myślach (w anime są to projekcje oraz wizje, czy raczej bilokacja). Warto zaznaczyć, że taką zdolność posiada jeszcze tylko Hao oraz Anna (choć to nie jest jednoznaczne, sama twierdzi że ją utraciła). Dodatkowo potrafi zmienić się w baranka, aby w ten sposób zwiększyć swoje umiejętności tropienia. Nie lubi, czy też nie potrafi walczyć, choć nie stanowi to dla niego problemu, gdyż wszelką opiekę roztacza nad nim Hao. Nie rozumie powodów dla których Yoh jest tak ważny dla jego idola. Duchem-stróżem Opacho jest duch „Mama”.

### Luchist
Założyciel X-laws; jego duch stróż to Lucifer, tylko on i Opacho znają prawdziwą moc Hao. Hao szanuje i obdarza sympatią Luchista, z powodu jego siły.

### Basil (Ashil)(tylko w anime)
Najsilniejszy (przynajmniej we własnym mniemaniu) z podwładnych Hao. Wyjątkowo ambitny, podobnie do Opacho nie zna powodów dla których Yoh jest tak bliski Hao. Zabity przez X-laws z Marco i jego archaniołem Michałem na czele po jedynej walce (przegranej) z Yoh. Jego medium jest ziemia.

### Bōz (Koshi, Kamashiro Zen)
Koshi i Kamashiro Zen są mnichami buddyjskimi, choć zajmują się również muzyką tworząc grupę Bōz. Lansując się na gwiazdy rocka lat 80. nie zdobywają popularności ani jako wykonawcy, ani jako szamani. Grupa składa się wyłącznie z dwóch osób: Koshiego pełniącego rolę wokalisty i Kamashiro grającego na gitarze. Ich repertuar obejmuje przynajmniej dwie piosenki (niestety słabe jakościowo) aktywne duchowo, m.in. utwór Druga strona (ang. Otherside) odsyłający duchy do krainy zmarłych oraz Chimi Chimi Morio ożywiający małe duszki, właśnie Chimi Morio (bardzo słabe, jednak jak uważają bracia „w grupie siła” – nie daje to jednak efektów gdyż w mandze Yoh pokonuje je nawet bez jakiejkolwiek formy ducha). Przyznają się do kontaktów z Hao, jednak ich możliwości szamańskie pozostawiają zbyt wiele do życzenia, by ten uwzględniał ich serio w swoich planach. W wersji polskiej otrzymali przydomek „Niesamowitych braci Zen”. Ich „nazwisko”, zen, to jeden z nurtów popularnych w buddyzmie.
W oryginalnej mandze jako noszący różne nazwiska (Sugimoto Ryo, Yoneda Zen) najwyraźniej nie są braćmi, a nazwa ich zespołu jest aluzją do rzeczywiście istniejącego duetu hardrockowego B'z.

### Peyote Deiasu (Ramiro)
Peyote Deiasu z wyglądu przypomina klasycznego meksykanina z klasycznych westernów. Również w Meksyku został odnaleziony przez Hao. Gitara klasyczna, którą ma przy sobie, jest stale rozstrojona, lecz na szczęście gra na niej niezwykle rzadko. Nie jest ona jednak jego medium, lecz tylko elementem wyposażenia.
Właściwym medium Peyote są meksykańskie lalki, czy raczej zamknięte w nich kości przyjaciół przez które kontroluje duchy zmarłych. Jest na tyle silny, że był w stanie kontrolować za pomocą swoich dwóch innych duchów kontrolować braci Zen.
W oryginale mówi on w tzw. spanglish, czyli języku angielskim z dużym wpływem języka hiszpańskiego, jakim posługują się czasem nieumyślnie Latynosi w Stanach. Jego imię jest nawiązaniem do pejotlu (ang. peyote), kaktusa produkującego meskalinę – halucynogenną truciznę. Zapewne z powodów przystosowania anime do młodszej widowni i bezpieczeństwa dzieci w amerykańskiej wersji nazwany został Ramiro, co wpłynęło na wersję brytyjską i ostatecznie polską. W mandze Peyote zdradza Hao eliminując praktycznie wszystkich jego popleczników (sam przy tym ginie). Później wszyscy poza (z powodu zbyt dużych obrażeń) Turbine, i Peyote zostają wskrzeszeni.

### Borys Tepes
Borys jest jednym z uczniów Hao, który jako mały chłopiec stracił rodziców. W wyniku fatalnej pomyłki zostali oni zamordowani przez łowców wampirów, którzy pomylili szamańskie zdolności małego Borysa z mocami tych wysysających krew istot. Po tym wydarzeniu szaman został przygarnięty przez Hao, który nauczył go bezwzględności i okrucieństwa. Jego duchem stróżem jest Buramuro, były łowca wampirów, ten sam, który zamordował jego rodzinę – w akcie skruchy popełnił samobójstwo i oddał się do dyspozycji Borysa. Dzięki niemu szaman może udawać wampira, poprzez umieszczanie w ich ciałach swojego duch stróża, potrafi „zmieniać” nietrwale innych w wampiry. Jego medium jest krew.
W anime po spotkaniu z Yoh jego światopogląd ulega zmianie, nie jest jednak w stanie poprzeć tego słowami zabity przez X-laws mimo ostrego sprzeciwu Yoh.

### Damayagi
Damayagi jest poplecznikiem Hao. Jego duchem stróżem był wielki robal. Został zabity przez Borysa Tepesa. Jego duch został wchłonięty przez Hao.

### Hanagumi
Nazwę tej drużyny tłumaczy się na polski jako „drużyna kwiatów”, pochodzi ona stąd, iż każda trójka zgłoszona na turniej szamanów w Dobie Village powinna posiadać nazwę. Członkinie tej grupy są lojalne wobec Hao i są właściwie jednymi z najpotężniejszych z jego naśladowców. W mandze zostają zabite przez Peyote Deiasu, po czym zostają przywrócone do życia.

#### Kanna Bismarck
Kanna jest jednocześnie przywódczynią Hanagumi. Pochodzi z Niemiec, gdzie została odnaleziona przez Hao w wieku 15 lat. Ostatecznie Hao wykorzystuje jej drużynę jako probierz umiejętności i postępów Yoh. Namiętnie pali papierosy, choć w amerykańskiej wersji fakt ten został poddany retuszowi i w związku z tym nie jest obecny w wersji polskiej choć w 21 odc. widać, że trzyma papieros – w tej wersji w jej ustach znajduje się patyczek, być może od lizaka.
Jej duchem-stróżem jest rycerz Ashcroft.

#### Marion Phauna
Marion, afekcjonalnie nazywana przez koleżanki Marie, jest z pochodzenia Włoszką. Jej duchem jest lalka voodoo podobna do Manty, w amerykańskiej wersji nazwano go Jack Ripper (pol. Kuba Rozpruwacz), w angielskiej i polskiej nazwaną ją „laleczką Chucky”, w polskiej wersji zamiast broni(magnum)trzyma grzechotkę.
Marie straciła rodziców we Włoszech. Mieszkała w biednej dzielnicy włoskiego miasta i po prawdopodobnym zamordowano jej rodziców zaprzyjaźniła się z Mattie i Kaną, które również straciły rodziców wskutek różnych zakrętów losu. Marie służy Hao tak jak Matti i Kanna.

#### Mathilda Mattise
Mathilda, zwana też Mattie, jest pochodzącą z Anglii przyjaciółką Kanny i Marie. Hao odnalazł ją jako sześciolatkę siedzącą samotnie w zrujnowanym, opuszczonym domu, pełnym butelek po najróżniejszych trunkach, znajdującym się pośród pól dyniowych (w pobliżu rósł lasek).
Przerażona ściskała wtedy w rękach wielką dynię. Dynia jest aktualnie głową jej ducha-stróża – Latarenki – halloweenowej lalki z głową wykonaną z dyni. Ewidentnie lalka ta jest jej medium, a duchem jest Kuba Rozpruwacz.

## X-laws (Wyrzutki)

### Iron Maiden Jeanne
Jeanne (pol. Żelazna Dama Jeanne) to lider X-laws. Ma 12 lat i urodziła się w 1986 r. Pochodzi z Francji. Ma ogromną moc, którą stale rozwija (będąc stale w stanie zagrożenia śmiercią) w żelaznej dziewicy (w anime wewnątrz nie ma jednak spodziewanych kolców z żelaza, lecz tylko należące do pnączy). Sama Jeanne posiada zdolność regeneracji, co tłumaczy dlaczego jest w stanie tak spędzać tak długi czas w matni (mimo tego, iż na jej ciele nie ma śladów ran). Jest jedną z najpotężniejszych postaci, chce zniszczyć Hao za wszelką cenę. Ma dobre serce, choć pełne bólu, studzi zapał Marco, który nie dorównuje jej w rozeznawaniu sytuacji i dąży do sprawiedliwości za wszelką cenę. W dążeniach do swojego celu nie zawaha się zabić.

### Marco
Druga (po Jeanne) najważniejsza osoba w X-laws. Jest owładnięty myślą o zniszczeniu Hao. Wydaje się spokojny, ale to tylko pozory. Jest bezwzględny i potrafi zabić każdego, kto jest innego zdania niż on. Wśród X-laws ma wielki autorytet, a inni bez szemrania poddają się jego rozkazom. Jego duch stróż nazywa się archaniołem Michałem (jakkolwiek prawdziwa tożsamość „aniołów” nie jest ani razu wspomniana w anime), a jego medium jest pistolet magnum. W japońskiej wersji (w polskiej i angielskiej ten wątek został pominięty) jest szczerze oddany Jeanne, w odcinku 57 wyznał swoją miłość słowami: „Jeanne nie może zginąć! Jest jedyną nadzieją na zniszczenie Hao! Ona nie może zginąć, ja ją kocham!” Choć może wydawać się dziwnym, iż według mangi Marco ma 27 lat, zaś Jeanne 12, to w japońskim kręgu kulturalnym taki afekt nie jest niczym zdrożnym. Z pochodzenia jest Włochem.

### Lyserg Diethel
Lyserg Diethel jest zielonowłosym różdżkarzem pochodzącym z Anglii. Jako dziecko pragnął zostać pomocnikiem swojego ojca, który wykorzystywał swoje różdżkarskie zdolności do rozwikływania zagadek kryminalnych jako detektyw. Oboje rodzice Lyserga zostali zamordowani przez Hao, gdy odmawiają przystania do jego grupy. Odtąd celem Lyserga staje się zemsta na mordercy, jednakże świadomy faktu, iż sam nie będzie w stanie go pokonać, szuka silnych sprzymierzeńców, którzy pomogliby mu dokonać aktu zemsty.
W swych poszukiwaniach napotyka Yoh i jego przyjaciół, mimo pewnych obiekcji i wątpliwości zostaje przyjęty do jego drużyny. Niestety, wkrótce opuszcza drużynę, w której przeszkadza mu przede wszystkim bierność i neutralność Yoh, na rzecz X-laws (Wyrzutków). Ostatecznie po rozbiciu tej drużyny przez Hao postanawia podjąć wspólną walkę z Yoh przeciw swemu głównemu antagoniście.
Duchem-stróżem Lyserga jest Morphin (w niejapońskich wersjach Chloe, w brytyjskiej mandze Morphea), której medium jest kryształowe wahadełko niegdyś należące do jego ojca.
Postać zarówno Lyserga jak i jego ojca wzorowana jest widocznie na Sherlocku Holmesie (np. peleryna noszona przez Diethel'a krojem i wzorem przypomina Sherlockową).
Imię oraz nazwisko tej postaci jest nawiązaniem do narkotyku dietyloamidu kwasu lizergowego (ang. lysergic acid diethylamide). Imię jego ducha również pochodzi od narkotyku, morfiny (ang. morphine), co było powodem do zmiany jej imienia w innych niż japońskie wersjach językowych.

### Mina
Zielonooka, krótkowłosa blondynka, członkini X-laws. Podobnie jak reszta owładnięta ideałami grupy, gotowa (na rozkaz Jeanne, lub Marco) zniszczyć tych, którzy myślą inaczej. Mimo tego jest niezwykle ciepłą i sympatyczną postacią. Życzliwa, stara się wspierać Lyserga w jego bólu. Jak wszyscy X-laws w walkach używa archanioła (Gabriela).

## Patch Tribe (Plemię Patch)
W swym kaprysie autor postanowił, że członkowie tego plemienia będą nosić imiona nawiązujące do metali: złota (ang. gold), srebra (ang. silver), potasu (jap. 加里 kari lub カリウム kariumu oznacza potas – niem. Kalium), czy chromu.

### Goldva
Goldva jest przewodniczącym Wielkiej Rady Szamanów. Wydaje polecenia sędziom i pilnuje, aby wszelkie zasady, w tym nieingerencji w przebieg turnieju, były przestrzegane. Z racji wieku i funkcji otaczany jest wielkim szacunkiem. W wyniku pomyłki tłumacza (wysoki, starczy głos oraz długie włosy) postać ta wzięta została za kobietę.

### Silva
Silva (16.09.1971) jest członkiem Rady Szamanów i dobrym przyjacielem Kalima. Jego zadaniem jest sędziowanie walk szamańskich i pilnowanie, aby przebiegały według ustalonych zasad. Jest egzaminatorem Yoh w walce kwalifikacyjnej do turnieju, od tego czasu uważa, iż ten ma wszelkie predyspozycje, aby zostać Królem szamanów. Stara mu się pomagać na ile tylko może i na ile pozwalają zasady. Wykazuje do niego sympatię. Lubi telenowele, hamburgery, trudni się zaś sprzedażą talizmanów, zwykle za nazbyt wygórowaną cenę. Silva nie chce dopuścić do zwycięstwa Hao, w wyniku cyklu wcieleń okazuje się, iż ten jest jego przodkiem, co strasznie go boli. Posiada pięć duchów: żółw, byk (czy raczej bizon), orzeł, wąż i kojot.

### Kalim
Kalim jest członkiem Rady Szamanów. Sympatyzuje z Horohoro, którego egzaminował w walce kwalifikacyjnej do Turnieju szamanów. Najlepszy przyjaciel Silvy, razem z nim trudni się sprzedażą amuletów.
Bez wątpienia motywem przewodnim tej postaci jest angielskie wyrażenie longhorn, oznaczające zwierzę długorogie, gdyż jego głównym duchem jest olbrzymi chrząszcz z rodziny kózkowatych (ang. longhorn beetle), zaś na pasie nosi czaszkę byka, zapewne amerykańskiego texas longhorna.

### Chrom
Chrom (13.07.1975-1999) był członkiem Rady Szamanów oraz egzaminatorem walk kwalifikacyjnych, został zamordowany przez Rena w trakcie jego kwalifikacji.

### Nichrom
Nichrom jest jednym z członków Rady Szamanów oraz bratem Chroma, sędziego zamordowanego przez Rena w walce kwalifikacyjnej. Nichrom ma w sobie wiele żalu do niego – jednak nie to jest, jak twierdzi, powodem jego odejścia. Dołączenie do Hao, wynika z fascynacji jego mocą i rozczarowania tradycją oraz sposobem działania samej Rady, gdzie liczy się właściwie wyczekiwanie, które Nichrom bierze za bierność. Swoją decyzją zdradza więc Radę.

## C'est Magnifique (tylko w anime)
Jest to w gruncie rzeczy grupa żeńskich wyrzutków, które nierozumiane połączyły swe siły pod wodzą Sharony, aby znaleźć swe miejsce w świecie. W japońskiej wersji anime znane są jako Lily Five.

### Sharona
Sharona jest przywódczynią grupy C'est Magnifique odznaczającą się chorobliwą dbałością o styl. Głównym tematem żartów na tle grupy jest fakt, iż jej imię jako jedyne nie pasuje do rymu, które tworzą imiona pozostałych członkiń drużyny. Jej duch stróż ma wygląd małego różowo- szarego chochlika płci damskiej. Medium jest dziwnego wyglądu fajka czy też mały instrument muzyczny (trudno określić ten przedmiot po wyglądzie), które w połączeniu z duchem spowite jest w szary dym.

### Sally
Sally należy do grupy Sharony i jest wyjątkowo mało opanowaną dziewczyną. Jej duchem stróżem jest Korogashi. W przeszłości nierozumiana, bardzo wybuchowa nie potrafiła znaleźć się w świecie ludzi z powodu swoich zdolności, miewała również kłopoty z prawem. Za pewne pod wpływem grupy jej temperament uległ nieco przytemperowaniu, choć nadal przejawia skłonności do uprzedzania kalkulacji nieprzemyślanym działaniem. Sharona bez przerwy uspokaja ją, przykazując jej myślenie o „spokojnym, niebieskim morzu”. Daje to mierne efekty.
Jej medium jest składany młotek-zabawka, który po użyciu kontroli ducha staje się wręcz młotem bojowym niezłego kalibru. Każdy kolejny szaman to dla niej wyzwanie, któremu nie potrafi się oprzeć – zwykle traci wtedy nad sobą kontrolę i po prostu go atakuje. Wyjątkowo lojalna wobec swojej grupy.

### Lilly
Lilly to kolejna członkini zespołu C'est Magnifique, której specjalizacja obejmuje szamańskie wizje. Mimo wyjątkowo dobrych wyników w nauce nie zyskała w szkole popularności. Wręcz przeciwnie, jej zdolności szamańskie były w tym okresie obiektem drwin. W grupie Sharony jest osobą trzeźwo myślącą, o dość ciętym dowcipie. Akceptowana odwdzięcza się swoim poświęceniem dla współtowarzyszek.
Jej medium stanowią okulary, które po kontroli ducha stają się elektronicznymi goglami podobnymi do noktowizora. W grupie C'est Magnifique odpowiada za orientację na temat przeciwników i trasy jazdy.

### Milly
Młoda szamanka, a właściwie mała dziewczynka, kolejna z towarzyszek Sharony. Bardzo impulsywna i wrażliwa na swoim punkcie, dlatego też łatwo ją zranić. W swoim zachowaniu infantylna (choć tu nie odstaje zanadto od reszty grupy) jest mimo wszystko bardzo dobrą przyjaciółką pozostałych dziewcząt.
Jest pod opieką Sharony, która jej impulsywność tłumaczy zwykle „zbyt wysokim poziomem cukru”, choć mimo wszystko wywiązuje się z zadania, które podjęła. Zauroczona w Lysergu stara się mu pomagać na ile tylko może. Z racji swojego wieku i braku doświadczenia nie jest zbyt silną szamanką, lecz zdenerwowana potrafi pokazać moc, o którą podejrzewać można by potężniejszych szamanów.
Rolę jej medium pełni kokarda, którą nosi na głowie, zaś duchem-stróżem jest Onibi.

### Elly
Członkini zespołu C'est Magnifique. Jej medium są paznokcie. Tak samo jak Sharona jest bardzo uczulona na punkcie wyglądu. Pomaga Sharonie opiekować się Milly.

## Drużyna północy

### Pino
Pino początkowo nieufnie nastawiony do Yoh i jego przyjaciół staje się gorliwym obrońcą interesów grupy, gdy Yoh pozwala mu uwolnić się od presji spowodowanej Turniejem szamanów.
Jego duchem-stróżem jest Badbh. Razem ze swoją dwójką przyjaciół przeszedł cały biegun północny na piechotę gdy miał dziesięć lat.

## Inni

### Billy Anderson
Billy nie jest szamanem, lecz „przyjacielem w trasie”. Ryu poznaje go na pustyni, gdy samolot którym do tej pory podróżowali uległ rozbiciu. Poprzez kontrolę ducha „wielkiego kciuka” (ang. Big Thumb) zwraca on uwagę Billy'ego. Ten odczytując pewne przepływy energii duchowej nie potrafi powstrzymać się przed oddaniem się przygodzie podróżnika. Od tamtej pory nie licząc momentów, gdy ma kłopoty z silnikiem, krowami itp. Billy pojedzie dosłownie wszędzie tam, gdzie Ryu go wezwie.

### Alan (tylko w anime)
Alan jest samozwańczym obrońcą lasu, czy też raczej ekologicznym aktywistą, gdzieś w Stanach Zjednoczonych, w tym wypadku prawdziwie możemy powiedzieć, iż jest on szamanem. Wraz ze swoim duchem-stróżem, niedźwiedziem Doddem, nieustępliwie broni dostępu do niego robotnikom, którzy otrzymali zlecenie poprowadzenia drogi szybkiego ruchu właśnie przez środek lasu.
Twierdzi, że ludzie nie potrafią żyć w zgodzie z naturą i po drodze nadejdzie czas na parki rozrywki itp. zabierając zwierzętom ich naturalny habitat. Zauważa, że jego wysiłki idą często na marne, gdyż ludzie nie chcą słuchać tego, co mówi zmuszając go do ataku. Sprawę komplikuje również fakt, iż coraz mniej ludzi wierzy w duchy nie widząc jego groźnego ducha.
Opaczne rozumienie równowagi Alana prostuje Horohoro, specjalista w tej dziedzinie, ucząc go, że równowaga polega na braniu i dawaniu czegoś w zamian, tak jak było to w tradycji jego ludu.

### Crysler (tylko w anime)
Crysler jest północnoamerykańskim szamanem, któremu nie powiodło się w eliminacjach Turnieju szamanów. Aby móc w nim brać udział, kradnie on dzwonek wyroczni Milly. Nosi pseudonim „wilka”, co stanowi kolejny gag, gdyż Milly wyglądem przypomina Czerwonego Kapturka. Według Yoh jest podobny do gwiazdy muzyki pop.
Ponieważ nie sprawdził się w eliminacjach do turnieju pewne jest, że jako szaman nie jest zbyt mocny. Jego duchem-stróżem jest Vanessa, humanoidalny pająk niewielkich rozmiarów. Jego medium jest guma do żucia, z którą zapewne nigdy się nie rozstaje.